# Communauté de communes Grand-Figeac (nouvelle)
Pour les articles homonymes, voir Communauté de communes Grand-Figeac (ancienne).
La Communauté de communes Grand-Figeac est une communauté de communes française située dans les départements du Lot et de l'Aveyron, en région Occitanie.

## Historique
Cette communauté de communes naît, le 1er janvier 2017,  de la fusion de la communauté de communes Grand-Figeac (ancienne), de la communauté de communes du Haut-Ségala et de la commune de Balaguier-d'Olt (Aveyron) sous le nom de communauté de communes Grand-Figeac - Haut-Ségala - Balaguier d'Olt. Par la suite, elle reprend le nom de la communauté de communes qui l'a précédée.

## Territoire communautaire

### Composition
La communauté de communes est composée des 92 communes suivantes :

| Nom                     | Code Insee | Gentilé            | Superficie (km2) | Population (dernière pop. légale) | Densité (hab./km2) |
| ----------------------- | ---------- | ------------------ | ---------------- | --------------------------------- | ------------------ |
| Figeac (siège)          | 46102      | Figeacois          | 35,16            | 9 757 (2022)                      | 278                |
| Albiac                  | 46002      | Albiacois          | 3,83             | 88 (2022)                         | 23                 |
| Anglars                 | 46004      | Anglarsois         | 9,99             | 221 (2022)                        | 22                 |
| Asprières               | 12012      | Aspriérois         | 17,09            | 770 (2022)                        | 45                 |
| Assier                  | 46009      | Assiérois          | 16,49            | 707 (2022)                        | 43                 |
| Aynac                   | 46012      | Aynacois           | 21,55            | 558 (2022)                        | 26                 |
| Bagnac-sur-Célé         | 46015      | Bagnacois          | 22,29            | 1 481 (2022)                      | 66                 |
| Balaguier-d'Olt         | 12018      | Balaguiérois       | 10,84            | 175 (2022)                        | 16                 |
| Béduer                  | 46021      | Béduériens         | 24,78            | 732 (2022)                        | 30                 |
| Bessonies               | 46338      | Bessoniens         | 7,41             | 74 (2022)                         | 10                 |
| Le Bourg                | 46034      | Borgeois           | 13,15            | 301 (2022)                        | 23                 |
| Boussac                 | 46035      | Boussacois         | 7,77             | 182 (2022)                        | 23                 |
| Le Bouyssou             | 46036      | Bouyssounais       | 5,62             | 122 (2022)                        | 22                 |
| Brengues                | 46039      | Brengois           | 20,56            | 197 (2022)                        | 9,6                |
| Cadrieu                 | 46041      | Cadriais           | 5,24             | 168 (2022)                        | 32                 |
| Cajarc                  | 46045      | Cajarcois          | 25,1             | 1 134 (2022)                      | 45                 |
| Calvignac               | 46049      | Calvignacois       | 17,89            | 241 (2022)                        | 13                 |
| Cambes                  | 46051      | Cambois            | 6,57             | 347 (2022)                        | 53                 |
| Camboulit               | 46052      | Camboulicois       | 5,19             | 254 (2022)                        | 49                 |
| Camburat                | 46053      | Camburatois        | 8,03             | 445 (2022)                        | 55                 |
| Capdenac                | 46055      | Capdenacois        | 10,9             | 1 070 (2022)                      | 98                 |
| Capdenac-Gare           | 12052      | Capdenacois        | 20,21            | 4 394 (2022)                      | 217                |
| Carayac                 | 46056      | Carayacois         | 6,87             | 107 (2022)                        | 16                 |
| Cardaillac              | 46057      | Cardaillacois      | 18,1             | 621 (2022)                        | 34                 |
| Causse-et-Diège         | 12257      | Caussediégeois     | 29,85            | 783 (2022)                        | 26                 |
| Corn                    | 46075      | Cornicquois        | 15,26            | 238 (2022)                        | 16                 |
| Cuzac                   | 46085      | Cuzacois           | 5,02             | 242 (2022)                        | 48                 |
| Durbans                 | 46090      | Durbansiens        | 27,81            | 160 (2022)                        | 5,8                |
| Espagnac-Sainte-Eulalie | 46093      | Espagnaquois       | 9,75             | 92 (2022)                         | 9,4                |
| Espédaillac             | 46094      | Espédaillacois     | 34,93            | 282 (2022)                        | 8,1                |
| Espeyroux               | 46096      | Espeyroussins      | 7,64             | 96 (2022)                         | 13                 |
| Faycelles               | 46100      | Faycellois         | 14,08            | 722 (2022)                        | 51                 |
| Felzins                 | 46101      | Felzinois          | 15               | 467 (2022)                        | 31                 |
| Flaujac-Gare            | 46104      | Flaujacais         | 8,09             | 86 (2022)                         | 11                 |
| Fons                    | 46108      | Fonsois            | 14,95            | 403 (2022)                        | 27                 |
| Fourmagnac              | 46111      | Fourmagnacois      | 3,78             | 176 (2022)                        | 47                 |
| Frontenac               | 46116      | Frontenacois       | 2,84             | 70 (2022)                         | 25                 |
| Gorses                  | 46125      | Gorsais            | 35,6             | 340 (2022)                        | 9,6                |
| Gréalou                 | 46129      | Gréalois           | 17,5             | 302 (2022)                        | 17                 |
| Grèzes                  | 46131      | Grézois            | 11,02            | 158 (2022)                        | 14                 |
| Issendolus              | 46132      | Issendolusois      | 18,91            | 523 (2022)                        | 28                 |
| Issepts                 | 46133      | Isseptois          | 9,15             | 277 (2022)                        | 30                 |
| Labastide-du-Haut-Mont  | 46135      | Haut-Montois       | 9,85             | 44 (2022)                         | 4,5                |
| Labathude               | 46139      | Abathudois         | 10,05            | 201 (2022)                        | 20                 |
| Lacapelle-Marival       | 46143      | Marivalois         | 11,61            | 1 278 (2022)                      | 110                |
| Larnagol                | 46155      | Larnagolois        | 24,36            | 136 (2022)                        | 5,6                |
| Larroque-Toirac         | 46157      | Rocatoiracois      | 6,56             | 132 (2022)                        | 20                 |
| Latronquière            | 46160      | Latronquiérois     | 10,37            | 429 (2022)                        | 41                 |
| Lauresses               | 46161      | Lauressasois       | 23,73            | 242 (2022)                        | 10                 |
| Lentillac-Saint-Blaise  | 46168      | Lentillacois       | 5,75             | 191 (2022)                        | 33                 |
| Leyme                   | 46170      | Leymois            | 10,16            | 929 (2022)                        | 91                 |
| Linac                   | 46174      | Linacois           | 12,3             | 235 (2022)                        | 19                 |
| Lissac-et-Mouret        | 46175      | Lissacois          | 15,55            | 943 (2022)                        | 61                 |
| Livernon                | 46176      | Livernonois        | 25,86            | 720 (2022)                        | 28                 |
| Lunan                   | 46180      | Lunanais           | 6,15             | 614 (2022)                        | 100                |
| Marcilhac-sur-Célé      | 46183      | Marcilhacois       | 27,35            | 183 (2022)                        | 6,7                |
| Molières                | 46195      | Moliérois          | 12,77            | 357 (2022)                        | 28                 |
| Montbrun                | 46198      | Montbrunels        | 8,34             | 111 (2022)                        | 13                 |
| Montet-et-Bouxal        | 46203      | Montexalais        | 11,51            | 213 (2022)                        | 19                 |
| Montredon               | 46207      | Montredonois       | 11,78            | 301 (2022)                        | 26                 |
| Planioles               | 46221      | Planiolois         | 5,85             | 549 (2022)                        | 94                 |
| Prendeignes             | 46226      | Prendeignois       | 15,76            | 232 (2022)                        | 15                 |
| Puyjourdes              | 46230      | Puyjordanois       | 7,83             | 90 (2022)                         | 11                 |
| Quissac-en-Quercy       | 46233      | Quissacois         | 25,17            | 106 (2022)                        | 4,2                |
| Reilhac                 | 46235      | Reilhacois         | 12,98            | 173 (2022)                        | 13                 |
| Reyrevignes             | 46237      | Reyrevignois       | 12,44            | 366 (2022)                        | 29                 |
| Rudelle                 | 46242      | Rudellois          | 6,83             | 185 (2022)                        | 27                 |
| Rueyres                 | 46243      | Rueyros            | 9,31             | 195 (2022)                        | 21                 |
| Sabadel-Latronquière    | 46244      | Sabadelois         | 12,29            | 93 (2022)                         | 7,6                |
| Saint-Bressou           | 46249      | Bressois           | 10,03            | 122 (2022)                        | 12                 |
| Saint-Chels             | 46254      | Saint-Chélois      | 17,86            | 142 (2022)                        | 8                  |
| Saint-Cirgues           | 46255      | Saint-Cirguois     | 32,5             | 323 (2022)                        | 9,9                |
| Saint-Félix             | 46266      | Saint-Félixois     | 7,73             | 523 (2022)                        | 68                 |
| Saint-Hilaire           | 46269      | Hilairois          | 7,93             | 62 (2022)                         | 7,8                |
| Saint-Jean-de-Laur      | 46270      | Jeanlaurois        | 21,57            | 247 (2022)                        | 11                 |
| Saint-Jean-Mirabel      | 46272      | Mirabeliens        | 9,2              | 309 (2022)                        | 34                 |
| Saint-Maurice-en-Quercy | 46279      | Saint-Mauriçois    | 13               | 205 (2022)                        | 16                 |
| Saint-Médard-Nicourby   | 46282      | Saint-Médardains   | 7,77             | 98 (2022)                         | 13                 |
| Saint-Perdoux           | 46288      | Saint-Perdoussiens | 12,53            | 202 (2022)                        | 16                 |
| Saint-Pierre-Toirac     | 46289      | Saint-Pierrans     | 5,83             | 164 (2022)                        | 28                 |
| Saint-Simon             | 46292      | Saint-Simonais     | 9,26             | 194 (2022)                        | 21                 |
| Saint-Sulpice           | 46294      | Saint-Sulpiciens   | 13,19            | 134 (2022)                        | 10                 |
| Sainte-Colombe          | 46260      | Saint-Colombins    | 11,35            | 234 (2022)                        | 21                 |
| Salvagnac-Cajarc        | 12256      | Salvagnacois       | 23,19            | 361 (2022)                        | 16                 |
| Sauliac-sur-Célé        | 46299      | Sauliacois         | 25,13            | 116 (2022)                        | 4,6                |
| Sénaillac-Latronquière  | 46302      | Sénaillacois       | 11,26            | 129 (2022)                        | 11                 |
| Sonac                   | 46306      | Sonacois           | 7,34             | 93 (2022)                         | 13                 |
| Sonnac                  | 12272      | Sonnacais          | 11,98            | 517 (2022)                        | 43                 |
| Terrou                  | 46314      | Terronais          | 9,94             | 175 (2022)                        | 18                 |
| Thémines                | 46318      | Théminois          | 13,35            | 242 (2022)                        | 18                 |
| Théminettes             | 46319      | Théminettois       | 8,71             | 182 (2022)                        | 21                 |
| Viazac                  | 46332      | Viazacois          | 17,74            | 339 (2022)                        | 19                 |

### Évolution démographique
| 1968   | 1975   | 1982   | 1990   | 1999   | 2008   | 2013   | 2018   |
| ------ | ------ | ------ | ------ | ------ | ------ | ------ | ------ |
| 42 604 | 42 113 | 42 073 | 40 427 | 39 931 | 42 916 | 43 243 | 43 563 |

## Administration

### Siège
Le siège de la communauté de communes est situé à Figeac.

### Les élus
Le conseil communautaire de la communauté de communes Grand-Figeac se compose de 126 conseillers représentant chacune des communes membres et élus pour une durée de six ans.
Ils sont répartis comme suit :
| Nombre de conseillers | Communes                                     |
| --------------------- | -------------------------------------------- |
| 21                    | Figeac                                       |
| 9                     | Capdenac-Gare                                |
| 3                     | Bagnac-sur-Célé                              |
| 2                     | Cajarc, Capdenac, Lacapelle-Marival et Leyme |
| 1 (+1 suppléant)      | les 85 autres communes                       |

### Présidence
| Période                                  | Période                         | Identité          | Étiquette | Qualité                                                       |
| ---------------------------------------- | ------------------------------- | ----------------- | --------- | ------------------------------------------------------------- |
| 16 janvier 2017                          | 10 février 2018                 | Martin Malvy      | PS        | Adjoint au Maire de Figeac                                    |
| 10 février 2018                          | En cours (au 15 septembre 2020) | Vincent Labarthe, | PS        | Maire de Sainte-Colombe Vice-président de la région Occitanie |
| Les données manquantes sont à compléter. |                                 |                   |           |                                                               |

### Régime fiscal et budget
Le régime fiscal de la communauté de communes est la fiscalité professionnelle unique (FPU).
Cette section est consacrée aux finances locales de la Communauté de communes Grand-Figeac de 2017 à 2020.

#### Budget général
Pour l'exercice 2020, le compte administratif du budget de la Communauté de communes Grand-Figeac s'établit à  42 403 000 € en dépenses et 49 057 000 € en recettes :
- les dépenses se répartissent en 28 417 000 € de charges de fonctionnement et 13 986 000 € d'emplois d'investissement ;
- les recettes proviennent des 32 845 000 € de produits de fonctionnement et de 16 212 000 € de ressources d'investissement.

#### Fonctionnement
Pour la communauté de communes Grand-Figeac en 2020, la section de fonctionnement se répartit en 28 417 000 €  de charges (630 € par habitant) pour 32 845 000 € de produits (728 € par habitant), soit un solde de la section de fonctionnement de 4 428 000 € (98 € par habitant) :
- le principal pôle de dépenses de fonctionnement est celui des charges de personnels[Note 3] pour  8 341 000 € (29 %), soit 185 € par habitant. Viennent ensuite les groupes des achats et charges externes[Note 4] pour 27 %, des subventions versées[Note 5] pour 13 %, des charges financières[Note 6] pour des sommes inférieures à 1 % ;
- la plus grande part des recettes est constituée des impôts locaux[Note 7] pour une valeur de 16 330 000 € (50 %), soit 362 € par habitant. Viennent ensuite des autres impôts[Note 8] pour 30 % et de la dotation globale de fonctionnement (DGF)[Note 9] pour 13 %.

##### Évolution du fonctionnement et de l'investissement de 2017 à 2020
| |
| Valeurs en million d'euros (M€) · Communauté de communes Grand-Figeac, Valeur totale : Produits Charges |

| |
| Valeurs en million d'euros (M€) · Communauté de communes Grand-Figeac, Valeur totale : Emplois Ressources |

#### Fiscalité du groupement
Les taux des taxes ci-dessous sont votés par de la Communauté de communes Grand-Figeac. Ils n'ont pas varié depuis 2017 :
- la taxe d'habitation : 8,20 % ;
- la taxe foncière sur le bâti : 5,07 % ;
- celle sur le non bâti : 6,86 %.

#### Investissement
Cette section détaille les investissements réalisés par la  Communauté de communes Grand-Figeac.
Les emplois d'investissement en 2020 comprenaient par ordre d'importance :
- des dépenses d'équipement[Note 11] pour une valeur totale de 7 241 000 € (52 %), soit 161 € par habitant ;
- des remboursements d'emprunts[Note 12] pour  973 000 € (7 %), soit 22 € par habitant.

Les ressources en investissement de la Communauté de communes Grand-Figeac se répartissent principalement en :
- subventions reçues pour une valeur de 3 126 000 € (19 %), soit 69 € par habitant ;
- nouvelles dettes pour une valeur de 2 010 000 € (12 %), soit 45 € par habitant.

##### Évolution de l'investissement de 2017 à 2020
| |
| Valeurs en millier d'euros (k€) · Communauté de communes Grand-Figeac, Valeur totale : Dépenses d'équipement Remboursements d'emprunts |

| |
| Valeurs en millier d'euros (k€) · Communauté de communes Grand-Figeac, Valeur totale : Nouvelles dettes subventions reçues Fonds de compensation pour la TVA |

#### Endettement
L'endettement de la Communauté de communes Grand-Figeac au 31 décembre 2020 peut s'évaluer à partir de trois critères : l'encours de la dette, l'annuité de la dette et sa capacité de désendettement :
- l'encours de la dette pour un montant de 12 784 000 €, soit 283 € par habitant ;
- l'annuité de la dette pour un montant de 1 204 000 €, soit 27 € par habitant ;
- la capacité d'autofinancement (CAF) pour une valeur de 6 199 000 €, soit 137 € par habitant. La capacité de désendettement est d'environ 2 années en 2020. Sur une période de 4 années, ce ratio est constant et faible (inférieur à 4 ans)